# مارغريت بيري
مارغريت كاثرين بيري (بالفرنسية: Marguerite Perey)‏ (19 أكتوبر 1909 - 13 مايو 1975) فيزيائية فرنسية اكتشفت عنصر الفرانسيوم عام 1939 عن طريق تنقية عينات من اللانثانوم التي تحتوي على الأكتينيوم، كما أنها كانت تلميذة لماري كوري، وهي حاصلة على درجة الدكتوراه في العلوم عام 1946 من جامعة السوربون. وفي عام 1962، أصبحت أول امرأة تنتخب عضوًا في الأكاديمية الفرنسية للعلوم، وهو التكريم الذي حرمت منه معلمتها كوري. توفيت بيري بمرض السرطان عام 1975.

## منشوراتها
- "On a 87 element derived from actinium," Reports Weekly meetings of the Academy of Science, 208: 97 (1939).
- "Francium: item 87," Bulletin of the Chemical Society of France, 18: 779 (1951).
- "On the Descendants of Actinium K: 87Ac223," Journal de Physique et le Radium, 17: 545 (1956).

## مناصبها
- 1929-34 المساعدة الشخصية لماري كوري, معهد الراديوم.
- 1934-46 باحثة في الكيمياء الإشعاعية، معهد الراديوم.
- 1946-49 مديرة الأبحاث، معهد الراديوم.
- 1949- أستاذ ورئيس قسم الكيمياء النووية، جامعة ستراسبورغ.

## التكريمات
- ضابط وسام جوقة الشرف 1960
- الجائزة الكبرى لمدينة باريس لعام 1960
- عضوية الأكاديمية الفرنسية للعلوم (Paris) 1962. أول امرأة تنتخب عضوة في الأكاديمية منذ تأسيسها عام 1666.
- جائزة لافوازييه من أكاديمية العلوم عام 1964
- الميدالية الفضية للجمعية الكيميائية الفرنسية 1964
- الوسام الوطني للاستحقاق 1974